# Geranomyia communis
Geranomyia communis là một loài ruồi trong họ Limoniidae. Chúng phân bố ở miền Tân bắc.